# Mesacmaea laevis
Mesacmaea laevis är en havsanemonart som först beskrevs av Addison Emery Verrill 1864.  Mesacmaea laevis ingår i släktet Mesacmaea och familjen Haloclavidae. Inga underarter finns listade i Catalogue of Life.